# Joseph Daniel Bagley

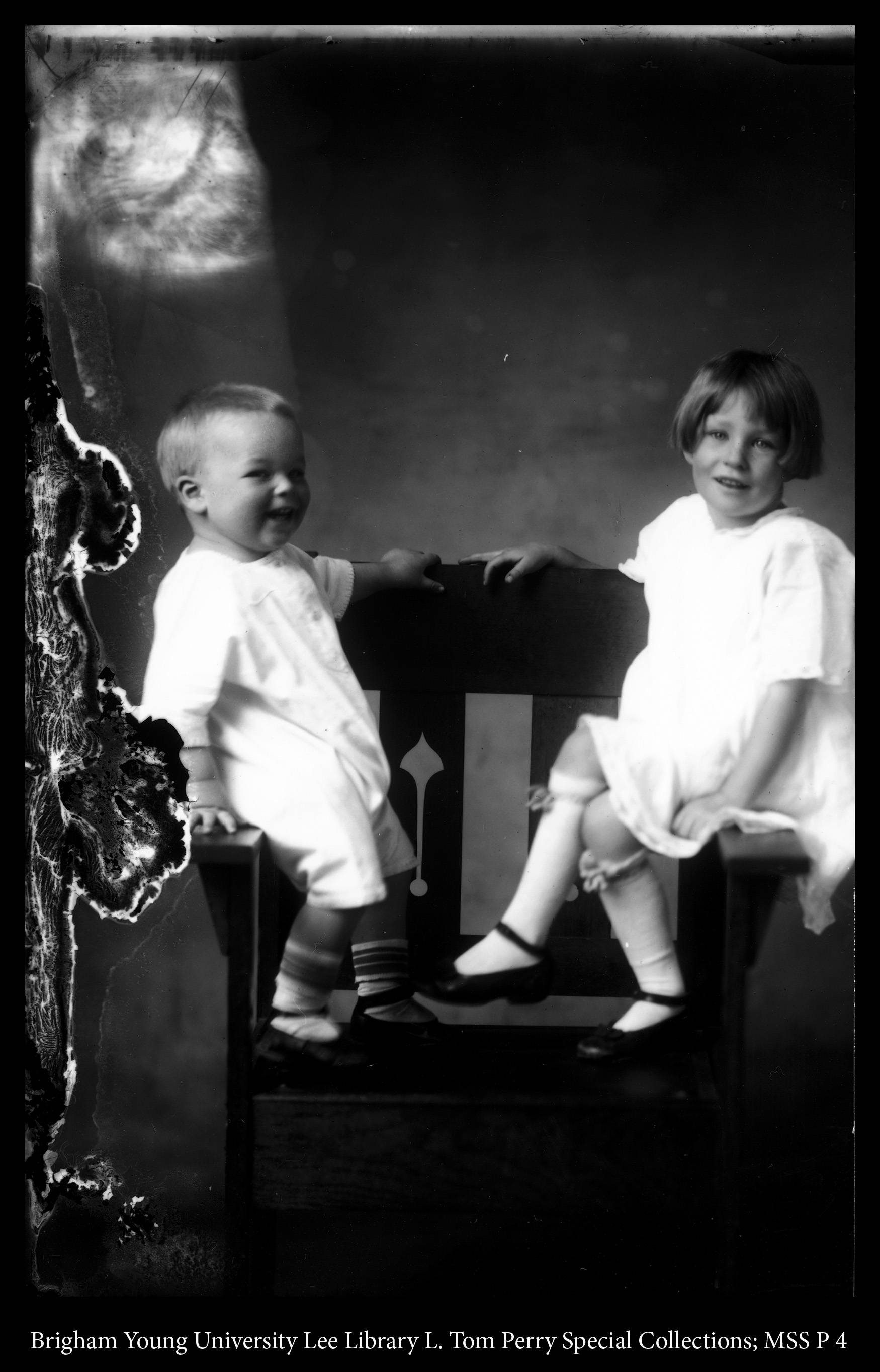
Dvě z Bagleyových dětí

Joseph Daniel Bagley (17. prosince 1874 – 16. června 1936) byl americký včelař, podnikatel a fotograf. Provozoval úspěšný včelín a fotografické studio ve Springville v Utahu. Bagley cestoval po Utahu, fotografoval a zakládal galerie.

## Raný život
Bagley se narodil 17. prosince 1874 Josephu Danielovi Flanniganovi a Margaret Melisse Bagleyové v Toquerville v Utahu. V mladém věku začal Bagley žít se svými prarodiči z matčiny strany a přijal jejich příjmení.:s.202Jeho dědeček byl včelař a učil Bagleyho řemeslu.

## Kariéra
Bagley provozoval společnost Western Bee and Honey Company, která byla v té době jedním z největších včelínů v oblasti.:s.202
Bagley začal pracovat jako učeň pro fotografa George Edwarda Andersona ve Springville v Utahu. Tam se Bagley setkal s další učednicí, Elife Caroline Huntingtonovou. V roce 1903 Bagley a Huntingon opustili Andersonovo studio a založili si vlastní fotografické studio přes ulici.:s.199-200 Když Anderson odešel sloužit na misii pro Církev Ježíše Krista Svatých posledních dnů v Anglii, Bagley a Huntingtonová rozšířili své fotografické podnikání. Jejich studio fungovalo více než 33 let. Ve studiu Bagley pořizoval portréty, vyráběl obrazové rámy a vyvolával fotografie. Bagley a Huntingtonová cestovali napříč Utahem na své motorce, fotografovali různá města a lidi a zakládali galerie.:s.204 Bagley and Huntington advertised their studio as being willing to "go anywhere, to "photograph everything.":s.203 Bagley a Huntingtonová inzerovali své studio jako ochotné „jít kamkoli, „fotografovat všechno.“ :s.203
Bagley často pracoval v létě ve včelíně a v zimě ve fotografickém studiu.

### Styl fotografie
Jeden autor říká, že dědictví Bagleyho a Huntingtonové zůstává díky jejich „ochotě čelit, někdy ostře, bolesti a složitosti života“.:s.205 Jiný autor označuje jejich dílo jako na svou dobu „neobvyklé“. Kromě portrétů fotografovali Bagley a Huntingtonová témata, jako je postižení, konzumace alkoholu, hazardní hry a osamělost.:s.205

## Osobní život
Bagley se 19. června 1907 oženil s Emmou Spaffordovou. Měli čtyři děti, z nichž dvě se dožily dospělosti. Spafford zemřel v roce 1926 a Bagley začal mít finanční a rodinné problémy. Svého jediného syna Daniela vyučil ve včelařství a fotografii. Bagleyho dcery často žily u příbuzných, zatímco Daniel žil se svým otcem a pomáhal s rodinnými podniky.
V květnu 1936 se Bagley oženil s Huntingtonovou v jednoduchém obřadu v jejich studiu. Bagley však zemřel šest týdnů po jejich svatbě 16. června 1936.

## Sbírky
Bagleyova práce je držena ve stálých sbírkách Huntington Bagley Collection a Rell G. Francis Collection, obě umístěné na Univerzitě Brighama Younga; Springville Museum of Art, Mapleton, Utah Historical Photographs collection, a Domenstic Life Photograph Collection of the Utah State Historical Society.

## Vybraná díla ze sbírky Huntington Bagley Collection

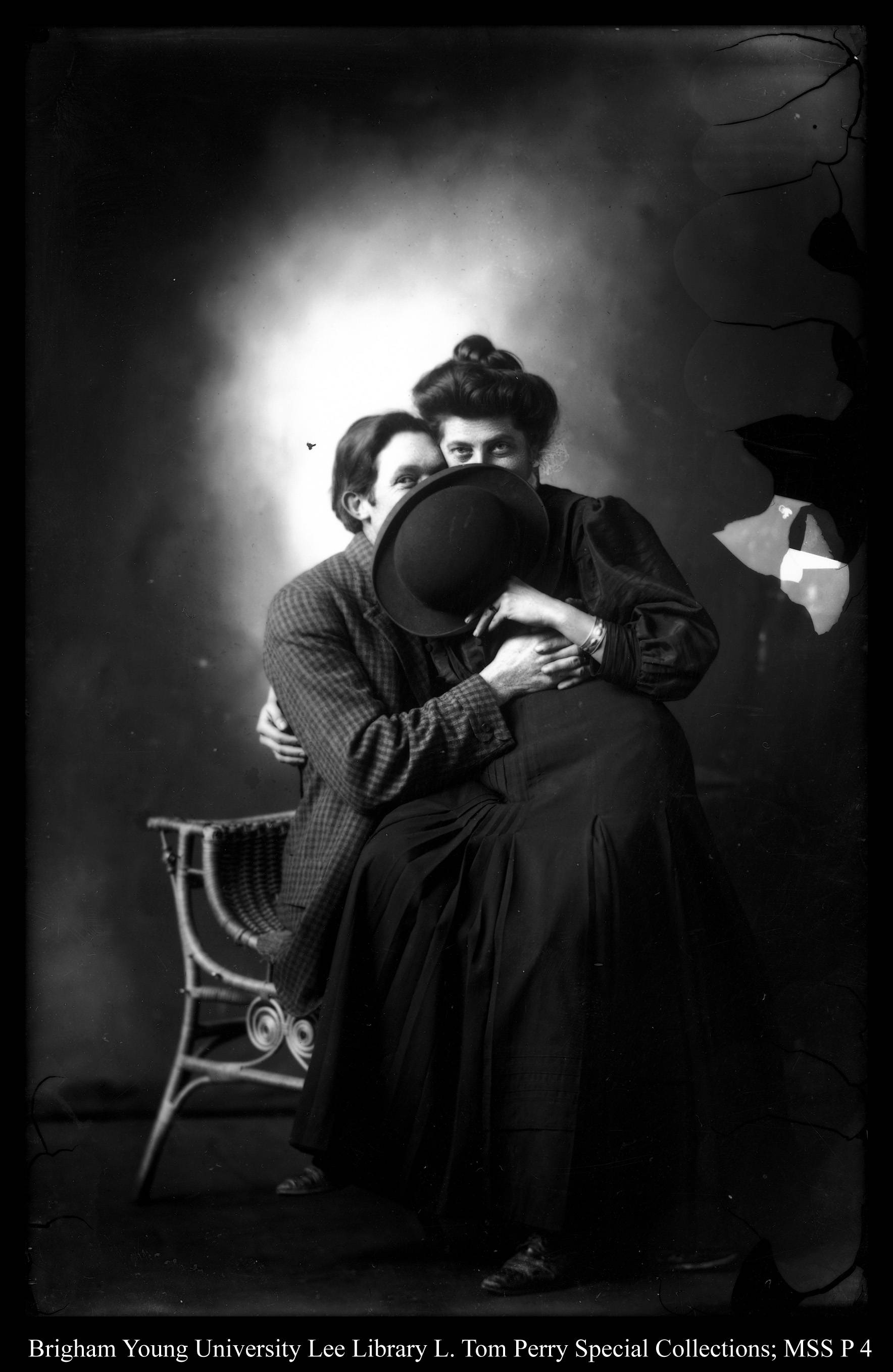
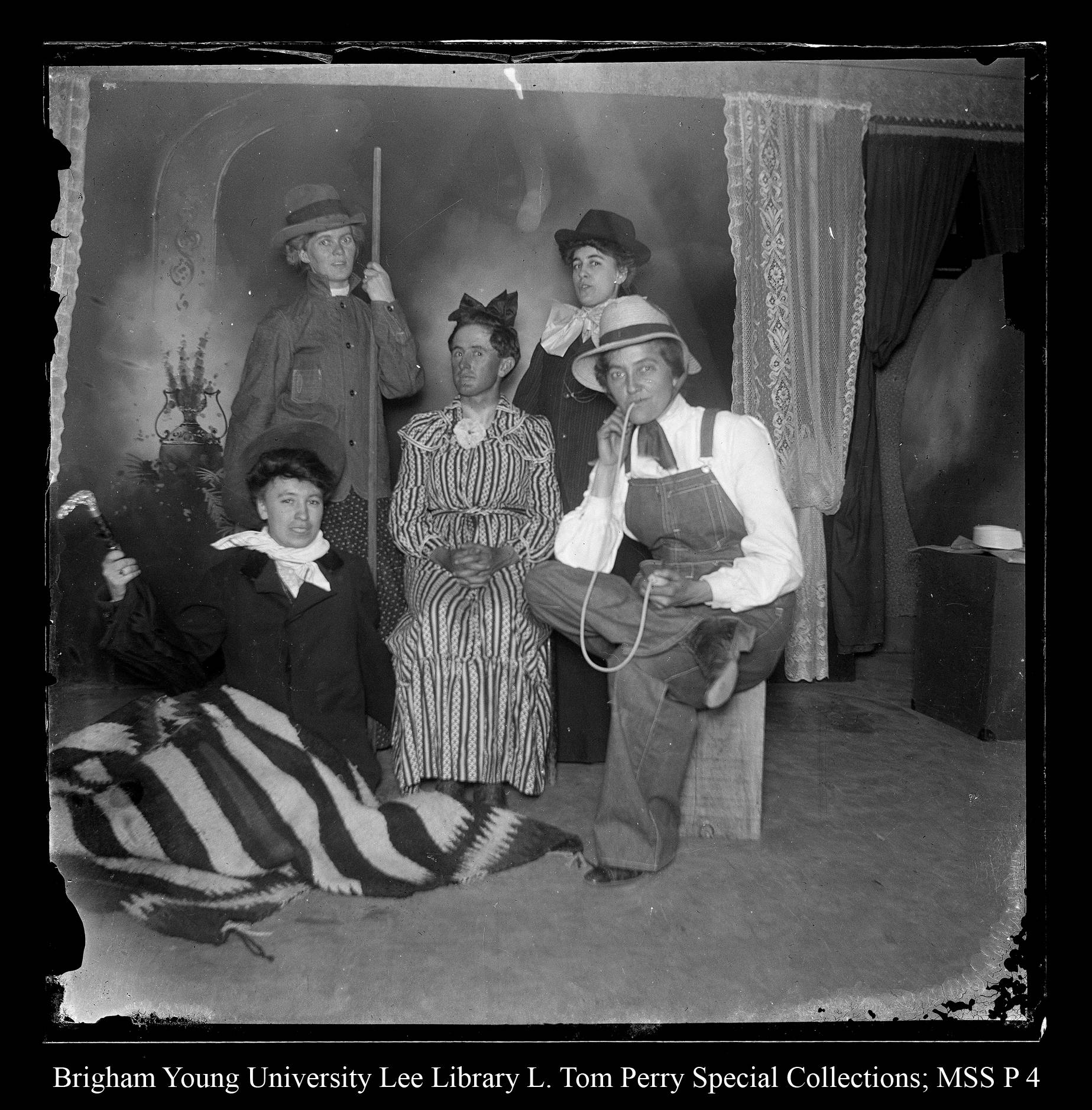
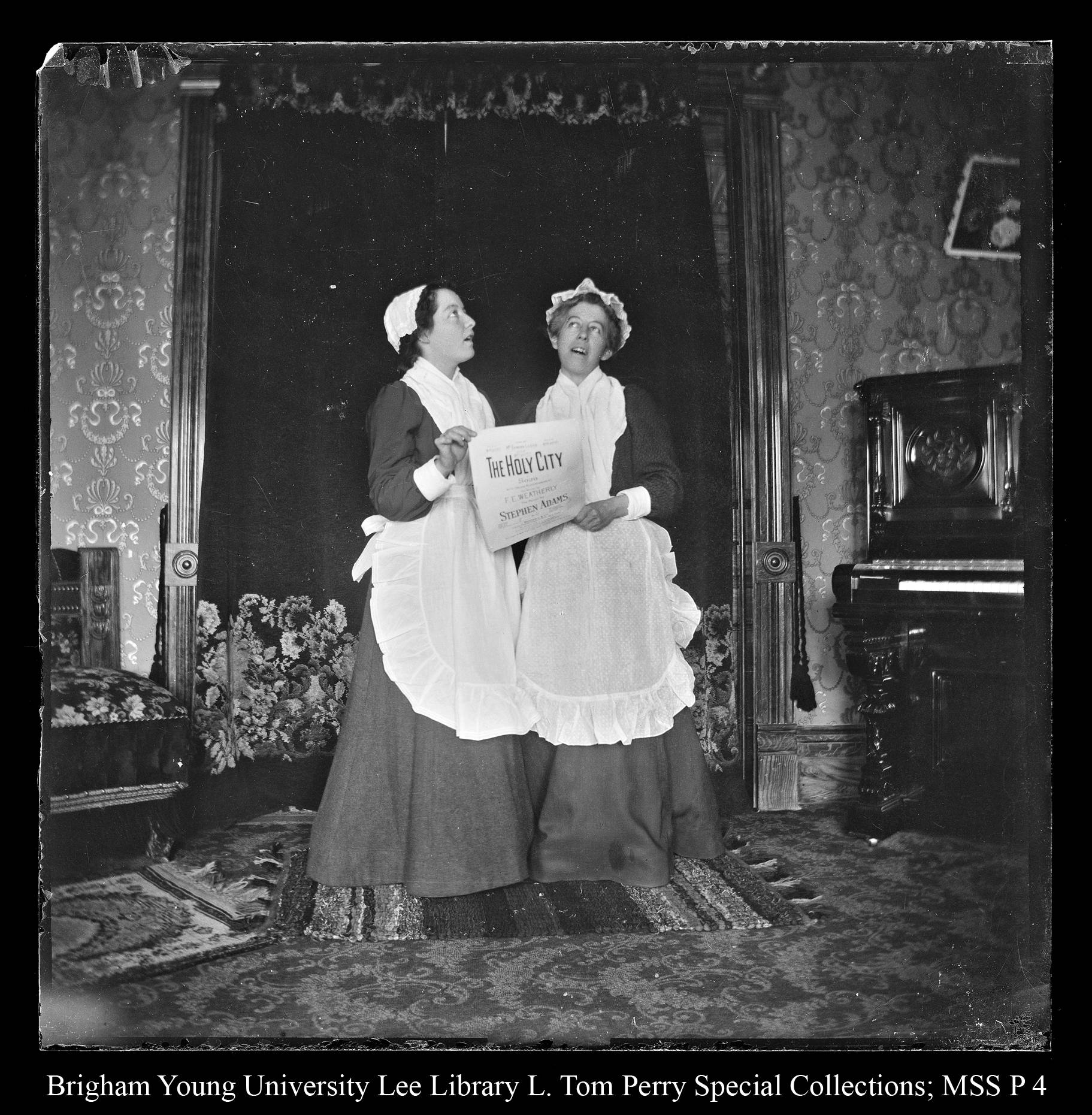
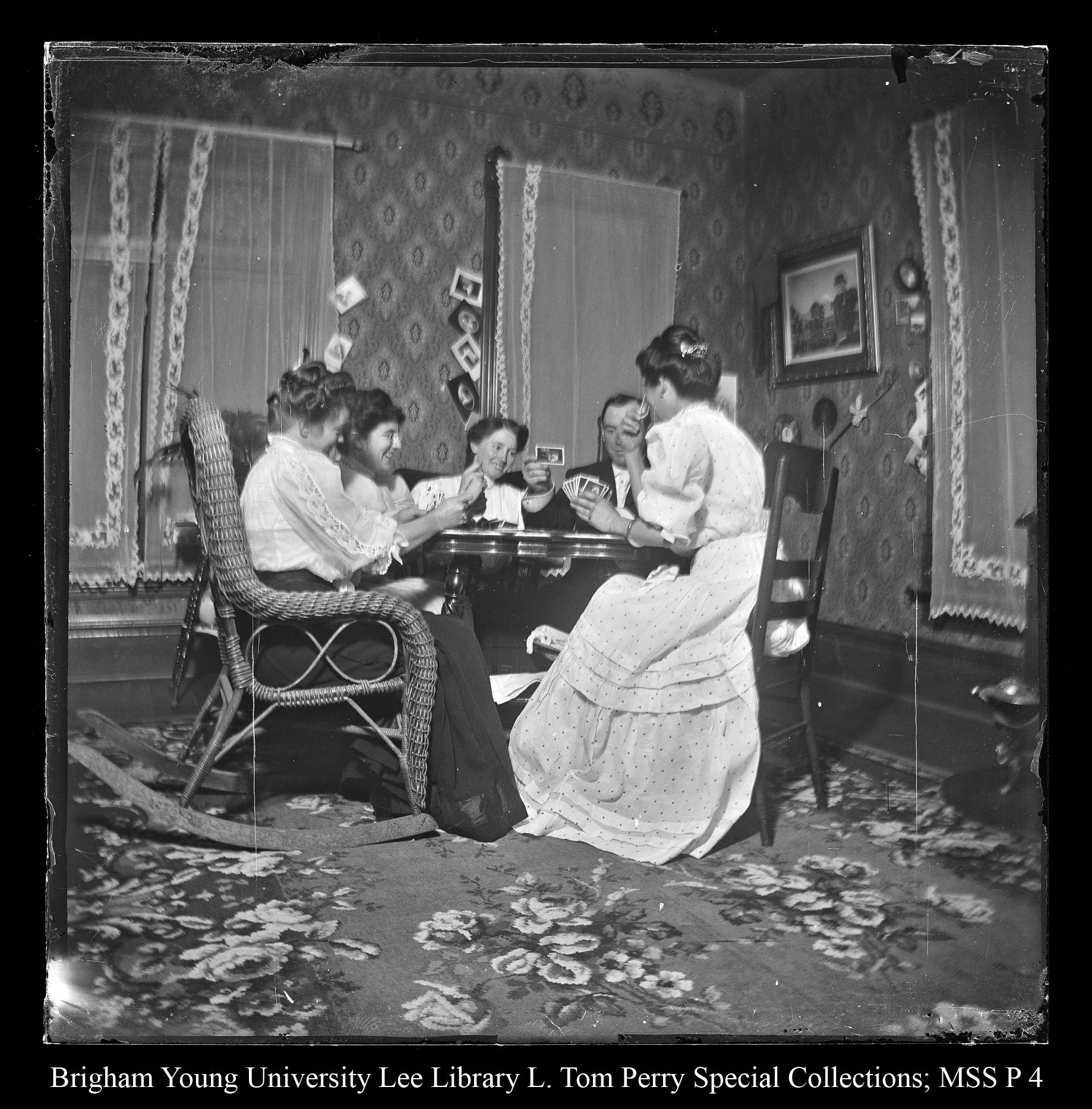
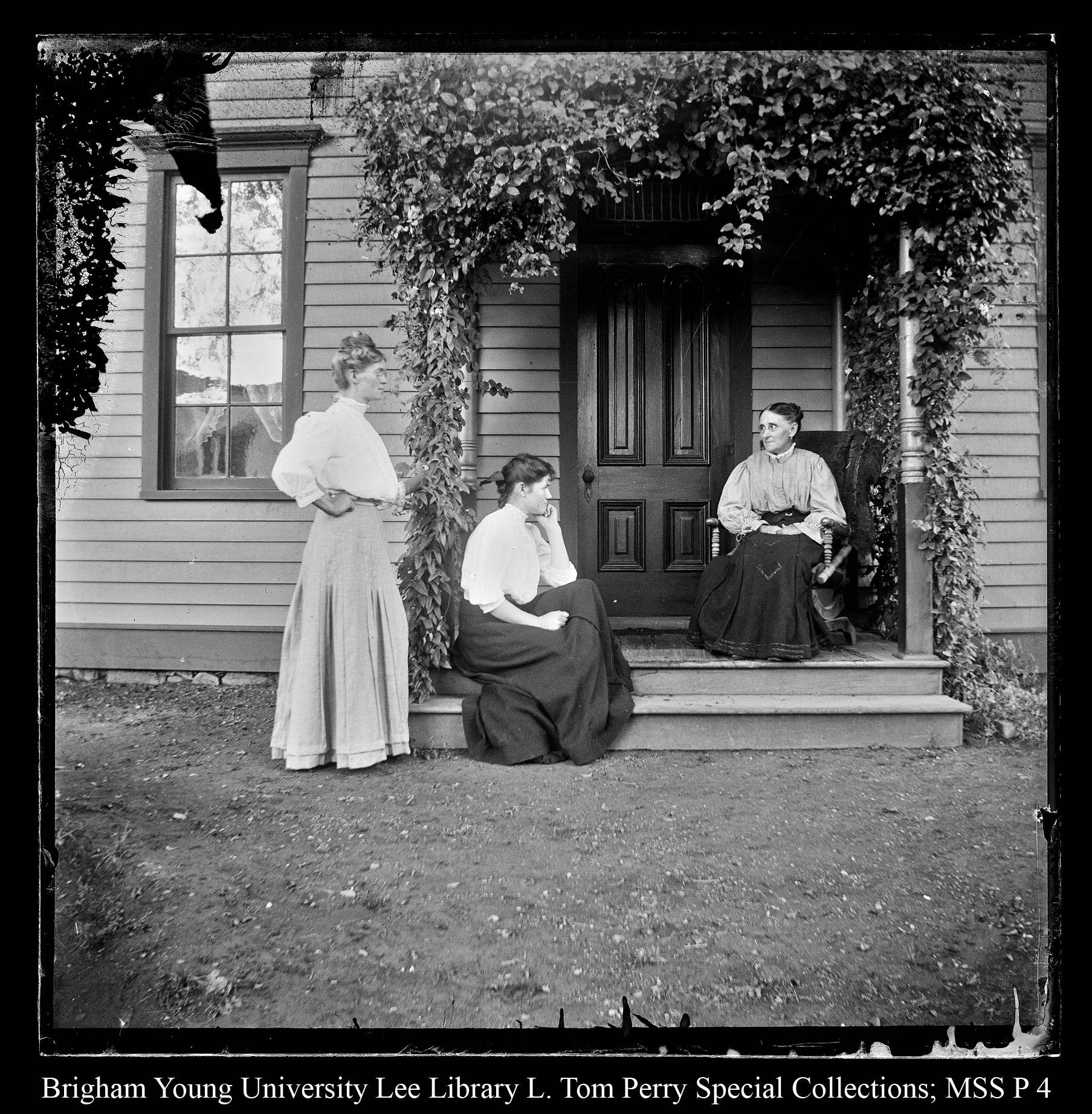
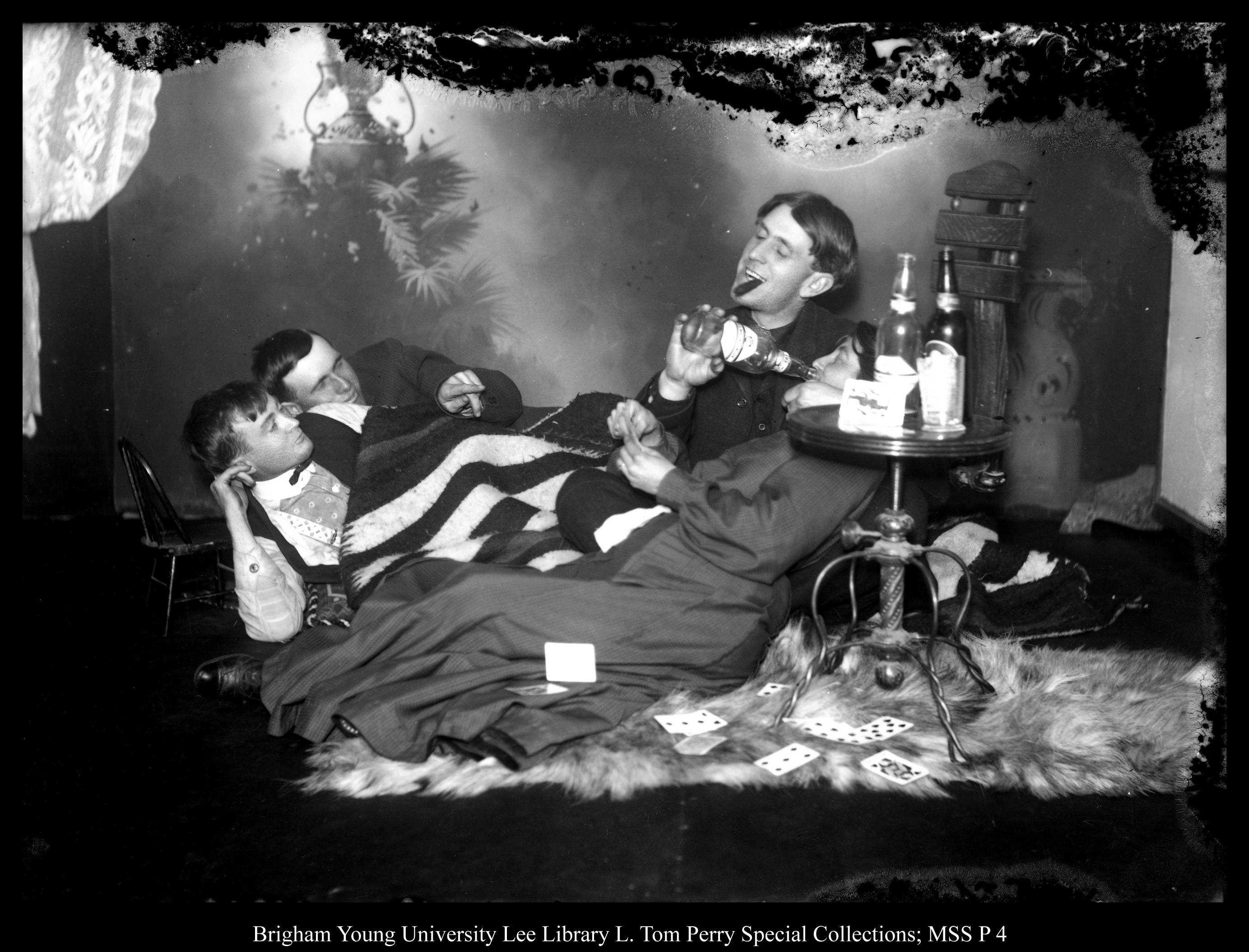